# Солвейг
„Солвейг“ е български игрален филм (късометражна драма) от 2015 година на режисьора Яна Титова, който е сценарист на филма. Продуцент е Мирослав Боршош. Главната роля се изпълнява от Радина Боршош, която изпълнява първата си главна роля във филм.

## Сюжет
Аня е само на 17, но вече е постигнала славата на виртуозена цигуларка. С втория си солов концерт , Аня трябва да докаже, че нейния талант не е само перфектна техника. В деня на концерта, тя става случаен свидетел как майка и нейния син- войник се сбогуват. Раздяла, която оставя Аня безмълвна минути преди нейното изпълнение.

## Актьорски състав
| Роля                | Изпълнител |
| ------------------- | --- |
| Аня                 | Радина Боршош |
| Малката Аня         | Емилия Стоянова |
| Войникът            | Стефан Попов |
| Малкото момче       | Филип Гочев |
| Бащата на Аня       | Стоян Алексиев |
| Майката на Аня      | Петя Титова |
| Майката на войника  | Анелия Ташева |
| Братовчедите на Аня | Гергана Гълъбова Ванина Кондова Полин Лалова |
|                     | Александър Алексиев |
|                     | Стилиян Стоянов |
| Чичото на Аня       | Валери Киорленски |
| Мъж с пура          | Тодор Чапкънов |
| Майка с дете        | Лазарина Коткова |
| Малката братовчедка | Сони Бохосян |
| Лелите на Аня       | Станимира Манолова Цветанка Ангелова |
| Бавачка             | Надежда Алексиева |
| Малко момиче        | Маргарита Стойкова |
| Бебета              | Ая Алексиев Вигор Стоянов |
| Прислужницата       | Яна Титова |
|                     | Дария Кондова |
|                     | Евгения Николова |
|                     | Стефан Попстоянов |
|                     | Димитър Гогичев |
|                     | Владимир Йорданов |
|                     | Михаил Тодоров |
|                     | Десислава Тодорова |
| Публиката           | Боян Стойков Надя Стойкова Пламен Гавраилов Диди Атанасова Иван Атанасов Нико Атанасов Радостина Иванова Илка Иванова Стойчо Гарбучев Генка Гарбучева Иван Иванов Тодор Гогичев Димана Гогичева Грета Гогичева Нина Гогичева Татяна Ковачева Виолета Ковачева Цвети Титова Цветелина Гочева Ралица Трифонова Деница Михайлова Боряна Димова Елмира Късева Жари Иванов Петя Бундалова Николая Делинска Милена Гъркова Жени Бураджиева |